# Russische Meisterschaften im Skispringen 2009
Die russischen Meisterschaften im Skispringen 2009 fanden vom 9. bis zum 12. Januar auf der Schanzenanlage Dolgaja in Nischni Tagil sowie am 3. März auf der Mittelschanze Tramplin Chochlowka in Chochlowka statt. Es waren die letzten Meisterschaften auf der Dolgaja, bevor sie kurz darauf abgerissen und zur Schanzenanlage Tramplin Stork umgebaut wurde. Die Männer trugen zwei Einzelspringen sowie ein Teamspringen aus, wohingegen bei den Frauen lediglich eine Meisterin gekürt wurde. Erfolgreichstes Föderationssubjekt war die Stadt Moskau, die die beiden Einzelmeister Ilja Rosljakow und Roman Trofimow in ihren Reihen hatte sowie das Teamspringen gewann. Die Wettbewerbe der Herren fanden parallel zum Skiflug-Weltcup statt, jedoch nahmen mit Ausnahme von Pawel Karelin alle Spitzenathleten an den nationalen Wettbewerben teil. Nationaltrainer Wolfgang Steiert war nicht anwesend. Bei den Frauen holte Anastassija Gladyschewa aus der Gastgeberregion Perm den Meistertitel. Veranstalter war der russische Skiverband für Skispringen und die Nordische Kombination.

## Austragungsort
| Nischni Tagil |

| Chochlowka |

| Nischni Tagil |

| Chochlowka |

## Ergebnisse

### Frauen
| Platz | Name                    | Föderationssubjekt      | Weite 1 | Weite 2 | Punkte |
| ----- | ----------------------- | ----------------------- | ------- | ------- | ------ |
| 01.   | Anastassija Gladyschewa | Region Perm             | 046,5   | 045,5   | 153,3  |
| 02.   | Irina Taktajewa         | Region Perm             | 044,0   | 044,0   | 142,2  |
| 03.   | Ewelina Otmachowa       | Oblast Swerdlowsk       | 029,0   | 034,0   | 066,2  |
| 04.   | Soja Tschirkowa         | Region Perm             | 024,0   | 028,0   | 035,3  |
| 05.   | Elina Gabitowa          | Republik Baschkortostan | 025,0   | 023,0   | 023,2  |

Datum: 3. März 2009
Schanze: Mittelschanze K-60
Teilnehmerinnen / Föderationssubjekte: 5 / 3
Am Meisterschaftsspringen der Frauen nahmen fünf Athletinnen teil, wobei deutliche Leistungsunterschiede sichtbar wurden. So lag zwischen der zweitplatzierten und der drittplatzierten bereits mehr als 75 Punkte Differenz. Russische Meisterin wurde Anastassija Gladyschewa, die in beiden Durchgängen die jeweils größte Weite erzielte.

### Männer

#### Normalschanze I
| Platz | Name                | Föderationssubjekt      | Weite 1 | Weite 2 | Punkte |
| ----- | ------------------- | ----------------------- | ------- | ------- | ------ |
| 01.   | Ilja Rosljakow      | Moskau                  | 101,5   | 100,0   | 276,0  |
| 02.   | Denis Kornilow      | Oblast Nischni Nowgorod | 102,0   | 090,5   | 257,0  |
| 03.   | Dmitri Wassiljew    | Republik Baschkortostan | 099,5   | 093,0   | 256,0  |
| 04.   | Roman Trofimow      | Moskau                  | 102,0   | 087,0   | 249,5  |
| 05.   | Dmitri Ipatow       | Oblast Magadan          | 090,0   | 088,0   | 226,0  |
| 06.   | Pjotr Tschaadajew   | Moskau                  | 090,5   | 087,5   | 224,0  |
| 07.   | Sergei Koschewnikow | Oblast Nischni Nowgorod | 086,0   | 088,0   | 213,0  |
| 08.   | Alexei Wostrezow    | Oblast Nischni Nowgorod | 083,5   | 084,0   | 201,5  |
| 09.   | Pawel Jeremejewski  | Moskau                  | 083,0   | 079,5   | 188,5  |
| 09.   | Sergei Bytschkow    | Moskau                  | 085,5   | 077,5   | 188,5  |

Datum: 10. Januar 2009
Schanze: Normalschanze K-90
Russischer Meister 2008:  Ilja Rosljakow
Teilnehmer / Föderationssubjekte: 50 / 9
Nachdem am Vortag das Teilnehmerfeld in einer Qualifikation von 83 auf 50 Athleten reduziert wurde, waren es schließlich vorrangig die Sportler aus dem Weltcup-Kader, die den Wettbewerb dominierten. Russischer Meister wurde Titelverteidiger Ilja Rosljakow, der seinen bei der Vierschanzentournee zu beobachtenden Aufwärtstrend bestätigen konnte. Mit Roman Trofimow lag jedoch nach dem ersten Durchgang noch ein Athlet in Führung, der bis dato noch keine Weltcup-Teilnahmen vorzuweisen hatte. Trofimow fiel nach dem zweiten Sprung auf den vierten Rang zurück.

#### Normalschanze II
| Platz | Name                    | Föderationssubjekt      | Weite 1 | Weite 2 | Punkte |
| ----- | ----------------------- | ----------------------- | ------- | ------- | ------ |
| 01.   | Roman Trofimow          | Moskau                  | 101,0   | 100,5   | 278,5  |
| 02.   | Ilja Rosljakow          | Moskau                  | 100,5   | 101,5   | 278,0  |
| 03.   | Denis Kornilow          | Oblast Nischni Nowgorod | 101,0   | 099,0   | 275,5  |
| 04.   | Pjotr Tschaadajew       | Moskau                  | 094,5   | 093,0   | 245,5  |
| 05.   | Dmitri Ipatow           | Oblast Magadan          | 091,5   | 093,0   | 239,0  |
| 06.   | Ilmir Chasetdinow       | Republik Baschkortostan | 090,5   | 090,0   | 232,5  |
| 07.   | Sergei Koschewnikow     | Oblast Nischni Nowgorod | 088,5   | 089,5   | 223,5  |
| 08.   | Stanislaw Oschtschepkow | Moskau                  | 087,0   | 087,5   | 216,0  |
| 09.   | Emil Muljukow           | Republik Baschkortostan | 086,0   | 088,0   | 214,0  |
| 10.   | Iwan Sawwatejew         | Oblast Nischni Nowgorod | 089,0   | 082,5   | 210,0  |

Datum: 12. Januar 2009
Schanze: Normalschanze K-90
Russischer Meister 2008:  Ilja Rosljakow
Teilnehmer / Föderationssubjekte: 79 / 11
In einem engen Wettkampf setzte sich Roman Trofimow mit 0,5 Punkten Vorsprung gegen Ilja Rosljakow durch. An dieses Leistungsniveau kam nur noch Denis Kornilow heran, ehe sich ein Abstand von 30 Punkten zum viertplatzierten auftat.

#### Team
| Platz | Team                      | Namen                                                                        | Weite 1                 | Weite 2                 | Punkte |
| ----- | ------------------------- | ---------------------------------------------------------------------------- | ----------------------- | ----------------------- | ------ |
| 01.   | Moskau I                  | Stanislaw Oschtschepkow Pjotr Tschaadajew Roman Trofimow Ilja Rosljakow      | 089,0 099,5 097,0 102,0 | 089,0 100,5 099,0 101,5 | 1037,5 |
| 02.   | Oblast Nischni Nowgorod I | Iwan Sawwatejew Alexei Wostrezow Sergei Koschewnikow Denis Kornilow          | 085,0 088,5 091,0 098,0 | 088,0 089,5 092,0 100,5 | 0934,0 |
| 03.   | Republik Baschkortostan   | Ramil Sarifullin Ilmir Chasetdinow Emil Muljukow Dmitri Wassiljew            | 084,0 083,0 082,0 098,0 | 084,0 086,5 080,0 100,0 | 0861,0 |
| 04.   | Moskau II                 | Georgi Tscherwjakow Pawel Jeremejewski Sergei Bytschkow Anton Kalinitschenko | 087,0 082,0 081,5 087,5 | 080,0 087,5 083,5 085,0 | 0809,0 |
| 05.   | Oblast Magadan            | Roman Rogowski Wassili Denissjuk Maxim Zubina Dmitri Ipatow                  | 066,0 079,0 077,0 089,0 | 063,0 071,0 084,0 090,0 | 0673,5 |

Datum: 11. Januar 2009
Schanze: Normalschanze K-90
Russischer Meister 2008:  Moskau
Teilnehmende Teams / Föderationssubjekte: 14 / 11
Weitere Platzierungen:

06. Platz:  Sankt Petersburg

07. Platz:  Oblast Nischni Nowgorod II

08. Platz:  Region Perm

09. Platz:  Republik Baschkortostan II

10. Platz:  Oblast Swerdlowsk

11. Platz:  Region Krasnojarsk

12. Platz:  Oblast Kirow

13. Platz:  Oblast Kemerowo

14. Platz:  Republik Tatarstan
Das Teamspringen wurde bei Außentemperaturen um minus 20 Grad abgehalten. Das erste Team aus Moskau gewann mit einem großen Vorsprung. Dieses Ergebnis konnte nach dem ersten Einzelspringen erwartet werden.

## Medaillenspiegel
| Platz | Föderationssubjekt      |   |   |   |    |
| ----- | ----------------------- | - | - | - | -- |
| 1     | Moskau                  | 3 | 1 | 0 | 4  |
| 2     | Region Perm             | 1 | 1 | 0 | 2  |
| 3     | Oblast Nischni Nowgorod | 0 | 2 | 1 | 3  |
| 4     | Republik Baschkortostan | 0 | 0 | 2 | 2  |
| 5     | Oblast Swerdlowsk       | 0 | 0 | 1 | 1  |
| Total | Total                   | 4 | 4 | 4 | 12 |